# Кистяковский, Владимир Александрович
Влади́мир Алекса́ндрович Кистяко́вский (30 сентября (12 октября) 1865, Киев — 19 октября 1952, Москва) — русский и советский физикохимик, академик АН СССР (1929, член-корреспондент с 1925). Одновременно и независимо от И. А. Каблукова ввёл представление о сольватации ионов.
Указывается в числе учеников/последователей Д. И. Менделеева.
В 1929 году по поручению Президиума АН СССР организовал при Академии наук Ленинградскую коллоидно-электрохимическую лабораторию (ЛАКЭ АН СССР). Создал дышащий элемент, также известный как электрохимический генератор.
Умер 19 октября 1952 года в Москве. Похоронен на Новодевичьем кладбище в Москве.

## Биография

### Юношеские годы
Владимир Александрович Кистяковский родился 12 октября (30 сентября) 1865 года в семье профессора — юриста Александра Фёдоровича Кистяковского (1833—1885). О детских годах Владимира Кистяковского известно очень немного. Он получил начальное домашнее образование и хорошее воспитание в профессорской семье. Сильное влияние на формирование характера и мировоззрения Владимира Кистяковского оказал его отец — известный передовой учёный и общественный деятель прошлого столетия А. Ф. Кистяковский играл видную роль в научно общественной жизни Украины. Он был одним основателей Киевского юридического общества, принимал живое участие в учреждении Рубенсовской колонии для малолетних.
В 18 лет Владимир окончил Вторую киевскую гимназию и поступил на физико-математический факультет Киевского университета Св. Владимира. Возможно, при выборе факультета для поступления сказалось влияние дяди — Владимира Фёдоровича Кистяковского — врача, защитившего докторскую диссертацию по медицинской химии. Вероятнее же всего, выбор физико-математического факультета был обусловлен влиянием общего стремления русской разночинной молодёжи того времени к естественнонаучному образованию. В 1884 году из-за массового протеста студентов против приниженного положения студентов и низкого уровня преподавания, Университет был закрыт и все студенты, в том числе и Кистяковский — студент 1 курса, были уволены. Осенью студентов принимали в университет вновь с соответствующими формальностями.
Владимир Александрович решил не возвращаться туда, так как был явно не удовлетворён постановкой преподавания на избранном им факультете. Он поступил на физико-математический факультет Императорского Санкт-Петербургского университета. В то время Петербургский университет в части постановки преподавания естественных наук был сильнейшим в стране. Общую химию читал Д. И. Менделеев. Аналитическую химию преподавал Н. А. Меншуткин. Среди профессоров факультета были такие выдающиеся учёные, как физиолог И. М. Сеченов, биологи А. О. Ковалевский и А. Н. Бекетов, минералог и почвовед В. В. Докучаев, математик А. А. Марков и другие.
В год поступления Кистяковского в Петербургский университет умер отец, обеспечивавший своими заработками благополучие семьи, и молодому человеку на ранних порах приходилось думать об успешном окончании университета, о самостоятельной дороге в жизни, о заработках на жизнь.
Свои духовные потребности он удовлетворял участием в студенческих кружках и занятиями поэзией.
В студенческие годы день его проходил обычно так: с 9 утра до 3 часов дня — работа в лаборатории, после обеда — встреча с друзьями до позднего вечера или снова лаборатория.
В 1888 году он уже вёл исследовательскую работу в бутлеровской лаборатории под руководством ближайшего ученика и сотрудника Бутлерова М. Д. Львова. Через год Львов доложил на заседании Русского физико-химического общества работу Кистяковского «Действие водных растворов мышьяковой кислоты на жидкий изобутилен и амилен». Доклад этот был вскоре опубликован. Далее Кистяковский оставил органическую химию и переключается целиком на исследования в области физической химии. 4 декабря Владимир Александрович представил профессору Н. А. Меншуткину реферат на тему «Гипотеза Планка-Аррениуса». Тема реферата была утверждена для кандидатской работы, и студент Кистяковский принялся за её более подробную разработку. Главной идеей работы было предположение, что ионы в растворах электролитов находятся не в «свободном» состоянии в собственном смысле (как это считали Аррениус и Оствальд в своей механистической теории электролитической диссоциации), а химически связаны с молекулами растворителя, то есть в водных растворах они гидратированы.
Научная ценность диссертации неоспорима: всего лишь через год после появления теории Аррениуса во время накала борьбы двух течений в Петербургском университете, в самом центре оппозиции этой теории, 23-летний студент сделал первую попытку объединить гидратную теорию Менделеева с теорией электролитической диссоциации.

### Работа в Лейпцигской лаборатории
Кандидатская работа В. А. Кистяковского определила дальнейшее направление его исследований и привела в лагерь вполне убеждённых сторонников теории электролитической диссоциации.
После окончания университета Кистяковский решил отправиться в «главный штаб» исследований по теории электролитической диссоциации — в Лейпцигскую лабораторию Оствальда, где он надеялся экспериментально изучить волновавшие его проблемы.
Весной 1889 года Владимир Александрович оказался в Лейпциге, в главном центре только что возникшей физической химии, где велась интенсивная разработка новых идей в области теории растворов. Он получил возможность основательно изучить новую методику физико-химических исследований и соответствующую аппаратуру. Часть своего исследования, посвящённого электропроводности двойных солей, выполнил при непосредственных консультациях Аррениуса, который одно время замещал уехавшего ассистента Оствальда Нернста. Владимир Александрович подружился с Аррениусом; впоследствии они многократно встречались и переписывались. С Оствальдом Кистяковский также встречался почти ежедневно.
В Лейпциге Кистяковский опубликовал своё первое экспериментальное электрохимическое исследование, посвящённое «электрохимическому состоянию» двойных солей. Вскоре эта статья в несколько переработанном виде появилась на русском языке.
Закончив исследование в Лейпциге, Владимир Александрович отправился на некоторое время в Париж, где слушал в Сорбонне курс физики у Габриеля Липпмана, широко известного в кругах физико-химиков.
27 ноября 1890 года Кистяковский вернулся в Петербург. С этого момента для него начался новый трудный и в материальном, и в моральном отношении период жизни и деятельности, продолжавшийся более 10 лет.

### Возвращение на родину
Ещё до возвращения Кистяковского, 24 сентября, профессор Петербургского университета Н. А. Меншуткин обратился в физико-математический факультет университета со следующим представлением:
«Имею честь обратить внимание факультета на кандидата нашего университета Владимира Александровича Кистяковского, занимающегося специально физической химией. За кратковременное пребывание как в моём отделении лаборатории, так у профессора Оствальда, Кистяковский опубликовал следующие исследования:
1) Об электролизе двойных комплексных солей;
2) Новые методы для определения молекулярных веществ
3) О влиянии неорганических кислот на скорость образования сложных эфиров.
Успехи достигнутые Кистяковский, позволяют мне ходатайствовать об установлении его при университете для приготовления к экзамену на степень магистра».
В результате этого ходатайства Кистяковский был оставлен при университете для подготовки к профессорскому званию по кафедре химии на два года без стипендии. Через год профессор, отметив «прекрасные знания оставленного при факультете для приготовления к экзамену на степень магистра химии Влад. Кистяковского», ходатайствовал о назначении ему стипендии на следующий год. Эта просьба не была удовлетворена. Для молодого учёного наступили трудные времена.
2 сентября 1893 года Кистяковский определяется на службу в Департамент торговли и мануфактур. Одновременно он сотрудничает в журнале «Научное обозрение» М. М. Филиппова, в «Энциклопедическом словаре» Брокгауза и Эфрона, преподаёт физику в СПб Петропольской женской гимназии. В том же году о приёме Кистяковского на работу в Главную палату мер и весов ходатайствует Менделеев.
В 1892 году Владимир Александрович выдержал магистерский экзамен и обратился в Совет факультетов с просьбой о допущении к чтению лекций «О химическом превращении». После прочтения пробных лекций («О теории диффузии Нернста» — по предложению факультета и «Учение об атоме и частице» по собственному выбору) Кистяковский в звании приват-доцента с 15 октября 1896 года был допущен к чтению лекций.
В период с 1891 по 1896 год опубликовал работы по криоскопии, об абсолютных единицах, по химической кинетике реакций в растворах и другие то
В 1894—1896 годах Владимир Александрович опубликовал большое исследование «О химических превращениях в однородной среде». В 1896 году он представил эту работу на физико-математический факультет Петербургского университета в качестве магистерской диссертации. Однако защита не состоялась, так как весьма авторитетные оппоненты — профессора университета Д. П. Коновалов, Н. А. Меншуткин, А. Е. Фаворский и математик К. А. Поссе — дали о ней отрицательный отзыв.
С 31 января 1898 года Кистяковский временно назначается лаборантом химической лаборатории Петербургского университета. В последующие годы он впервые прочитал в университете ряд курсов по физической химии и электрохимии. Одновременно он вёл экспериментальную работу, но уже не в химической, а в физической лаборатории университета из-за постоянных трений с химиками (по свидетельству К. К. Баумгарта, бывшего тогда ассистентом Кистяковского).
В сентябре 1898 года Владимир Александрович уволился от исполнения обязанностей лаборанта. В июне 1900 года он ушёл из Департамента торговли и мануфактур, а в сентябре 1901 года — из женской гимназии.
Не теряя надежды получить штатное место в университете и даже, покинув в связи с этим службу в Департаменте торговли, Кистяковский продолжал читать приват-доцентский курс и вёл научные исследования.
На рубеже двух веков борьба между сторонниками и противниками теории электролитической диссоциации достигла наивысшего напряжения. Перед ХI съездом русских естествоиспытателей и врачей в . Русское химическое общество избрало темой доклада на объединённых заседаниях секций физики и химии «Разбор возражений против теории электролитической диссоциации». Сделать этот доклад поручили Кистяковскому, известному своими выступлениями в защиту новой теории.
Из других выступлений В. А. Кистяковского в этот период, посвящённых пропаганде новых идей в области теории растворов, следует указать статьи 1897—1898 годов, посвящённые обзору успехов в этой области.

### Работа в Политехническом институте
В начале столетия у Кистяковского наконец-то появилась надежда получить штатную должность лаборанта в Политехническом институте, который был только что учреждён. 1 августа 1902 года Владимир Алексеевич получил долгожданное назначение.
Свою деятельность в институте Кистяковский начал с административных хлопот, с оснащения лаборатории физической химии и электрохимии. Почти все приборы ему пришлось либо выписывать из-за границы, либо конструировать самому. Его лаборатория физической химии была первой в России; по её образцу создавались лаборатории в других русских высших учебных заведениях. Лаборатория приняла первых студентов осенью 1904 года.
Одновременно с этой работой Кистяковский занимался и научными исследованиями. В 1903 году он представил в Московский университет в качестве новой магистерской диссертации небольшую книгу «Физико-химические исследования» и вскоре был назначен профессором и начал читать курс физической химии и теоретической электрохимии.
К осени 1904 года, когда начались практические занятия студентов, оборудование лаборатории ещё далеко не было закончено. Поэтому, наряду с педагогической работой, Владимир Александрович продолжил пополнять лабораторию. Он вёл обширную переписку с иностранными фирмами, почти ежегодно ездил за границу для осмотра и заказа оборудования, приобретая там необходимые приборы и посуду. В Политехническом институте он завершил ряд своих основных работ и развил новые направления исследований.
После защиты докторской диссертации Кистяковский принялся за составление курса «Электрохимии», вышедшего в 1912—1916 годах.
Одновременно с работой над курсом, Владимир Александрович вёл исследование мотохимических явлений. В те годы была написана статья о третьем законе термодинамики.

### Деятельность во время Первой мировой войны
7 июня 1918 года Кистяковский был командирован Политехническим институтом для исследования каолинов и мергелей в Могилёвской, Киевской, Витебской губерниях и на Кавказе.
Вначале он поехал в Киев, чтобы повидаться с матерью. Владимир Александрович должен был пробыть там недолгий срок, но остался на два года. 6 февраля 1919 года Киев был взят войсками Красной Армии. Кистяковский был привлечён киевским правительством для организации в городе научных исследований. Весной того же года была учреждена Украинская академия наук, Кистяковский был приглашён возглавить химическую комиссию. Он работал в академии до августа 1919 года. Затем Владимир Александрович едет в Пятигорск на лечение. Возвращение в Петроград делается невозможным из-за разворачивающейся гражданской войны, и учёный получает назначение на работу лектором Народного университета имени К. Маркса. Вскоре он был назначен членом Комиссии помощи голодающим. По поручению Политехнического института исследует в Пятигорском бальнеологическом институте воды лысогорских и баталпашинских озёр с целью получения соды из сульфатов. В Пятигорске была опубликована его брошюра, посвящённая итогам в исследовании третьего принципа термодинамики.
Вернувшись в Петроград в 1922 году, Владимир Александрович начинает активную преподавательскую работу и возобновляет работу в лабораториях физической химии и электрохимии. Также он увлекается некоторыми аспектами коллоидной химии. В 1926 году опубликована первая часть его учебного пособия по физической химии.
В 1928 году выходит статья, подводящая итог его исследованиям в области термодинамики и стехиометрии жидкостей.
В период с 1922 по 1932 годы происходит окончательное становление и признание фильмовой теории коррозии, начало которой было положено ещё в 1907—1913 годах. В статье «Коллоидо-электрохимии» Кистяковский подводит итог фильмовой теории, её развития, намечает дальнейшие этапы её развития. Теория получила широкое признание, и в 1925 году учёный был избран членом-корреспондентом, а в 1929 году — действительным членом Академии наук СССР. В том же году он удостоился звания действительного члена Электрохимического общества в Нью-Йорке и почётного члена Общества любителей естествознания, антропологии и этнографии в Москве. К этому времени он уже состоял членом Германского электрохимического общества имени Бунзена, Германского коллоидо-химического общества и Французского физико-химического общества.

### Создание Коллоидо-электрохимического института
После возвращения с Кавказа, Кистяковский вновь серьёзно увлекается коллоидной химией. Он ратует не только за создание коллоидно-химического отделения при химическом факультете Ленинградского политехнического института, но и выдвигает конкретную рабочую программу исследований по коллоидо-электрохимии. После избрания в академики Президиум АН СССР предложил Кистяковскому организовать при Академии наук специальную лабораторию коллоидо-электрохимии, вскоре она была учреждена.
В 1934 году коллоидо-химическая лаборатория была переведена из Ленинграда в Москву и реорганизована в Коллоидно-электрохимический институт Академии наук СССР. В. А. Кистяковский был директором этого института до 1939 года.
Исследования Кистяковского по коррозии проводились по различным направлениям на основе фильмовой теории коррозии. С 1931 года в связи с работами по защите от коррозии нефтеналивных судов, возникло новое направление — коррозия при полифазном контакте.
В 1939 году В. А. Кистяковский, которому уже физически трудно было руководить, подал заявление об уходе с поста директора института, но остался работать в нём консультантом.

### Научная деятельность в последние годы жизни
В начале Великой Отечественной войны Коллоидно-электрохимический институт был эвакуирован в Казань. Там он предложил тему по изучению мотохимических процессов для военной сигнализации, выдвигал новые планы исследований.
Владимир Александрович лично составил пятилетний план работы для института, а именно лаборатории коррозии чёрных металлов.
В 1946 году работал консультантом в Управлении строительства Дворца Советов по вопросам коррозии деталей стального каркаса и труб.
В следующие годы (1951—1955) Владимир Александрович был намерен изучить не менее трёх новых замедлителей коррозии металлов в растворах электролитов.
Скончался 19 октября 1952 года в возрасте 87 лет. Похоронен на Новодевичьем кладбище в Москве.

## Педагогическая деятельность
Владимир Александрович читал лекции сначала в Петербургском университете, затем в Политехническом институте, а также вёл работу со студентами в лаборатории. Лекции по физической химии и теоретической электрохимии, читавшиеся Владимиром Александровичем, можно назвать блестящими как по содержанию, так и по форме. На этих лекциях прекрасную подготовку по физической химии получило несколько поколений металлургов и электрохимиков. В переработанном виде курс Кистяковского вышел в типографском издании.

## Награды и звания
- Действительный член Академии наук СССР (1929)
- действительный член Электрохимического общества в Нью-Йорке (1929)
- почётный член Общества любителей естествознания, антропологии и этнографии в Москве (1929)
- член Германского электрохимического общества имени Бунзена
- член Германского коллоидо-химического общества
- член Французского физико-химического общества
- 2 ордена Ленина (10.06.1945; 11.10.1945)

## Память
В 1965 году к столетию со дня рождения В. А. Кистяковского была выпущена почтовая марка СССР с его портретом.

## Семья
Родился в семье известного юриста Александра Кистяковского; братья: юрист и социолог Богдан Кистяковский, юрист и политический деятель во время правления гетмана Скоропадского Игорь Кистяковский.

## Личные качества
В письме М. Д. Львова к И. А. Каблукову (21 апреля 1889 г.) дана яркая характеристика Кистяковского:
«В Лейпциге у Оствальда Вы, наверное, встретитесь с одним из наших практикантов, только что уехавшим учиться физико-химической премудрости к сему ловцу ионов; фамилия его — Кистяковский…Юноша сей — чрезвычайно симпатичный, весьма талантливый и многообещающий… Я его так полюбил, что мне жаль до крайности с ним расставаться…у него Вы найдёте … постоянное стремление к самостоятельным спекуляциям, иногда очень оригинальным и остроумным.…У него ум скорее к „качеству“, чем к „количеству“ склонный». По воспоминаниям современников В. А. Кистяковский был чрезвычайно деятельным, упорным человеком с пытливым умом и нешаблонным мышлением. Владимир Александрович имел смелость идти против большинства, если был уверен в своей правоте, не боялся критики.

## Увлечения
В студенческие годы Владимир Александрович увлёкся поэзией и не оставил этого увлечения до конца жизни.
Стремлением к идеалу, к познанию природы, презрением к людям практическим, довольным просто сытым существованием, проникнуто стихотворение 20-летнего Владимира Кистяковского:
Есть люди практики: уменье
Всё сделать, склеить, изложить
Их сила в том и их значенье;
Они умеют верно жить.
Не увлекаясь идеалом,
Стопою Твёрдою они
Идут вперёд лишь по пути
Практическом и обветшалом…
Сохранился блокнот с его надписью: «Стихи и сентенции. Последние стихи, написанные, когда мне шёл 75-й год: 24 марта 1940 — 10 июня 1940».
Он размышляет о призвании, о долге, о смысле жизни, о величии, обо всём том, без чего никогда не обходится юность, стремящаяся к мудрости.